# Claude Guy Hallé
Claude Guy Hallé (Parigi, 17 gennaio 1652 – Parigi, 5 novembre 1736) è stato un pittore francese.

## Biografia
Figlio del pittore Daniel Hallé e padre di Noël Hallé, anch'egli pittore, Claude Guy ebbe una carriera intensa e piena di successi. Fu infatti assai considerato e più volte premiato dall'Accademia reale di pittura. Gli furono conferiti incarichi prestigiosi nelle residenze reali di Meudon e del Trianon.
Ottenne il Prix de Rome nel 1675 per la tela "La Trasgressione di Adamo ed Eva". Visse quasi sempre a Parigi, dove morì all'età di 84 anni.

## Opere scelte

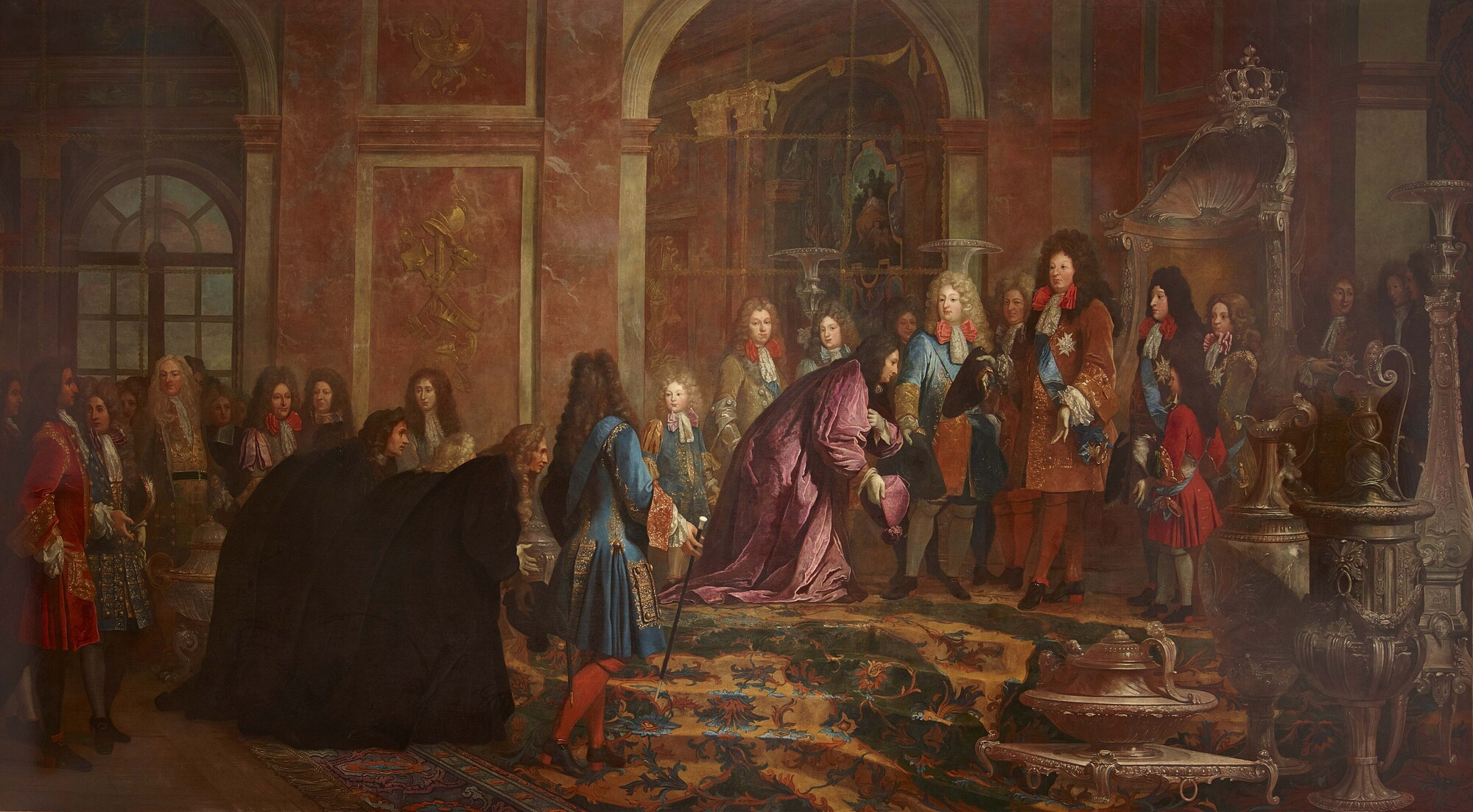
Il Doge di Genova a Versailles il 15 maggio 1685

- La Trasgressione di Adamo ed Eva, 1675.
- Giochi di fanciulli: il salto del cane - Ambasciata di Francia in Germania
- La Presentazione al tempio - Museo di Rouen
- L'Adorazione dei magi - Museo di Orléans
- L'Annunciazione - Museo del Louvre
- Il Doge di Genova fa ammenda davanti a Luigi XIV- Museo di Versailles 1715
- Simon Hurtrelle, (1648-1724) - Museo di Versailles